# Comuna Malînsk, Berezne
Malînsk (în ucraineană Малинськ) este o comună în raionul Berezne, regiunea Rivne, Ucraina, formată din satele Karaciun, Malînsk (reședința) și Malușka.

## Demografie
Componența lingvistică a comunei Malînsk
     Ucraineană (99,43%)
     Alte limbi (0,57%)
Conform recensământului din 2001, majoritatea populației comunei Malînsk era vorbitoare de ucraineană (99,43%), existând în minoritate și vorbitori de alte limbi.